# Blumenbachia espigneera
Blumenbachia espigneera là một loài thực vật có hoa trong họ Loasaceae. Loài này được Gay mô tả khoa học đầu tiên năm 1847.